# ハロルド・アグニュー
ハロルド・メルビン・アグニュー（Harold Melvin Agnew, 1921年3月28日 - 2013年9月29日）は、アメリカの物理学者。広島に原爆を投下した飛行機に科学観測員として同乗したことで有名であり、後にロスアラモス研究所の3代目所長となった。
1942年、シカゴ大学の冶金研究所に参加し、世界で初めての原子炉であるシカゴ・パイル1号の建設を援助した。1943年、ロスアラモス研究所に参加しコッククロフト・ウォルトン回路で研究を行った。戦後は、シカゴ大学に戻り、エンリコ・フェルミの下で卒業研究を完成させた。
1949年にロスアラモスに戻り、1954年のビキニ環礁でのキャッスル・ブラボー核実験に取り組んだ。1964年に核兵器技術課の長になった。また、1955年から1961年にかけて民主党に所属しニューメキシコ州の上院議員もつとめ、1961年から1964年まではNATO最高連合軍司令官の科学顧問（SACEUR）をつとめた。1970年からロスアラモス研究所の所長をつとめ、1979年にゼネラル・アトミックスの社長及び最高経営責任者に就任するために辞任した。2013年9月29日、カリフォルニア州のソラナビーチにある自宅で亡くなった。

## 幼年期と教育
1921年3月28日、コロラド州デンバーに石切り工の夫婦の1人息子として生まれた。サウス・デンバー高校に通い、デンバー大学に入学し化学を専攻した。大学ソフトボール大会の優勝チームで投手を務めるほどのスポーツマンであった。1942年1月にデンバー大学を離れたものの、6月には優等学生友愛会「ファイ・ベータ・カッパ」に選ばれて卒業するのに十分な単位を持ち、イェール大学より奨学金を受けた。
日本による真珠湾攻撃によりアメリカが太平洋戦争に引き込まれた後、ガールフレンドで南デンバー高校とデンバー大学の同窓だったビバリーとともにアメリカ陸軍航空隊へ参加しようとした。しかし彼らは入隊志願書に署名しないように説得された。その代わり、デンバー大学物理学科長のジョイス・C・スターンズの勧めにより、スターンズがシカゴ大学で冶金研究所の代理長に就任するのに帯同することになった。アグニューは卒業するのに十分な単位を取得していたが、ビバリーはそうではなく残る必要があった。彼らは1942年5月2日にデンバーで結婚した。その後彼らはシカゴへ行き、ビバリーは冶金研究所の所長であるリチャード・Ｌ・ドゥーンの秘書になった。2人はナンシーとジョンの一男一女をもうけた。

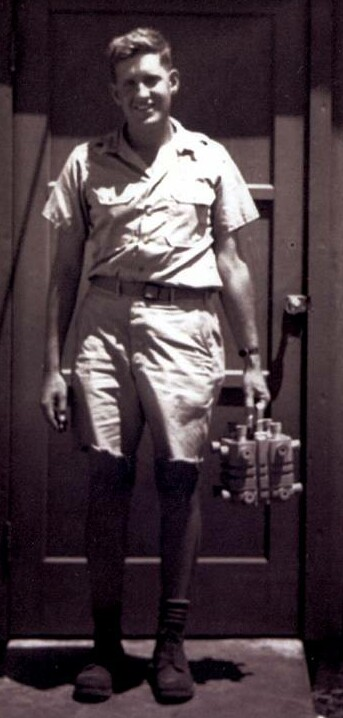
1945年テニアンでのハロルド・アグニュー。長崎のファット・マンのプラトニウムコアを持っている。

冶金研究所ではエンリコ・フェルミ、ウォルター・ジン、ハーバート・L・アンダーソンとともに研究を行った。  そこで彼はシカゴ・パイル1号の建設に参加した。初めは計装をしていた。ガイガーカウンターはラドン＝ベリリウム線源を用いて較正されていたため、アグニューは非常に高い線量の放射線を浴びた。その後原子炉の減速材である黒鉛のレンガを積み重ねる仕事に移された。1942年12月2日に原子炉が臨界に達したとき、人類初の制御下における核の連鎖反応を目撃した。
1943年3月にアグニューとビバリーはロスアラモス研究所に移った 。アグニューとビバリー、そしてバーナード・ワルドマンは初めイリノイ大学へ行き、2人の男はコッククロフト・ウォルトン回路と粒子加速器を分解し、ビバリーは全ての部品の目録を作成した。部品はニューメキシコへ運ばれ、アグニューとビバリーが受け取り、それをロスアラモス研究所に運んだ。そこで、ビバリーは秘書としてロバート・オッペンハイマーとその秘書プリシラ・グリーンとともに働いた。その後終戦までは、当時物理部門の長で後に機械装置部門の長になったロバート・バッヒャーの秘書として働いた。アグニューの仕事は、ジョン・マンリーのグループのために加速器を再構成することであった。
| ハロルド・M・アグニュー | ビバリー・J・アグニュー |

実験の作業が終了したのち、アグニューはプロジェクト・アルバータに異動させられ、原子力爆発の相当火薬量を監視していたルイス・Ｗ・アルバレズのグループの一員として働いた。アルバレズとローレンス・Ｈ・ジョンストンとともに、パラシュートを付けた圧力計を落下させ、計量値を遠隔測定することで核爆発の相当火薬量を測定する方法を考案した。1945年6月ユタ州のウェンドーバー空軍基地で軍服とドッグタグを発給され、第509混成部隊のC-54で西太平洋のテニアン島へ飛んだ。アグニューの最初の任務は、グレート・アーティストという愛称が付けられたボーイングB-29スーパーフォートレスの機体に相当火薬量測定装置を設置することであった。
1945年8月6日の広島への原爆投下の際は、原爆搭載機エノラ・ゲイに同行する科学観測機グレート・アーティストに、アルバレズとジョンストンとともに科学観測員として乗り込んだ。アグニューは後にこう回想している。「私たちがゲージ（科学観測機）を落とした後、爆発に巻き込まれないよう右へ鋭くターンをしましたが、それでもひどく揺れたことは覚えています。」彼はカメラを持ってきており、唯一現存する上空から見た原爆投下直後の広島の映像を撮影した。
戦後、シカゴ大学に入りフェルミの下で卒業研究を行った。戦後の住居不足によりアグニューとビバリーはフェルミとその家族とともに生活していた。1948年に理学修士をとり、1949年にPhDを取得した。博士論文の題目は「Cs137, Y91, Pm147, Ru106, Sm151, P32, Tm170のベータ線スペクトル」であった。そのときのシカゴ大学の大学院生フェローには李政道、楊振寧、オーウェン・チェンバレン、ジャック・シュタインバーガーがいる。

## ロスアラモス

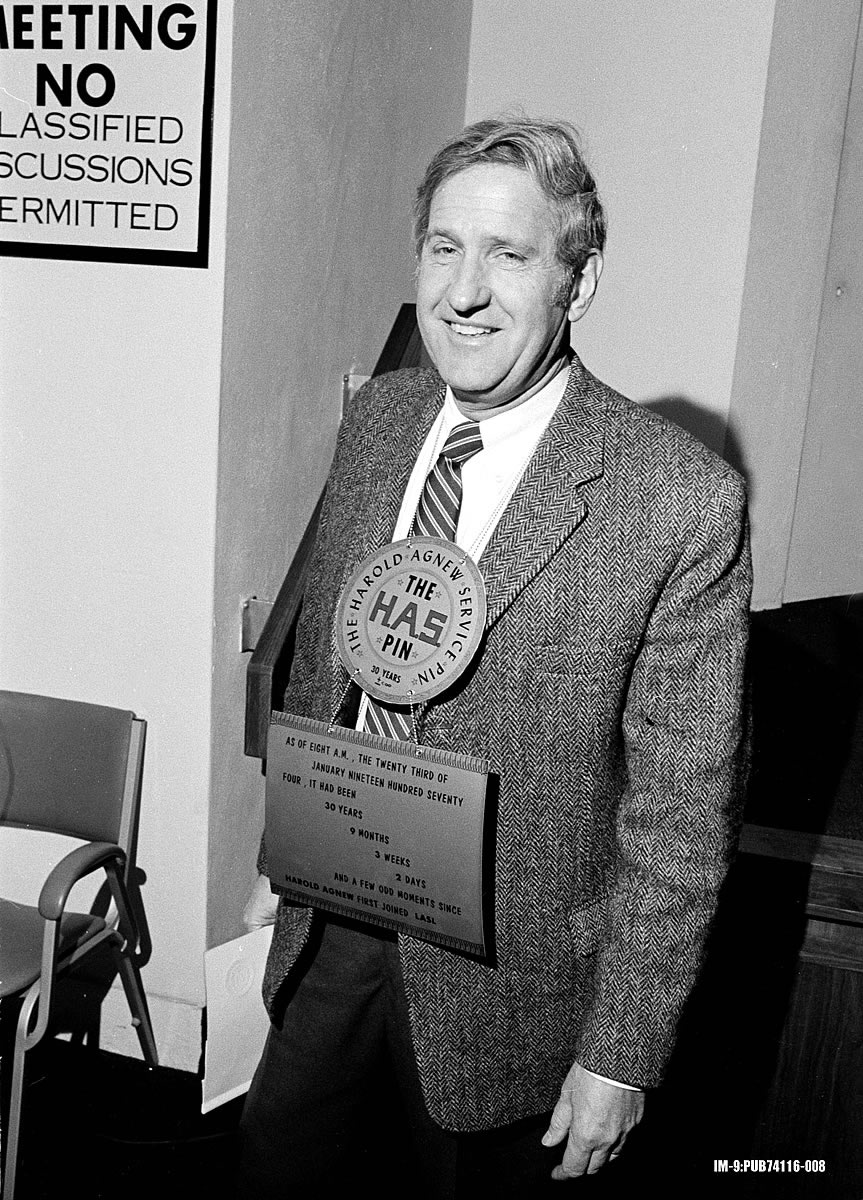
1974年に30年の勤続を表彰された。

博士号を取得し、国立研究財団のフェローとしてロスアラモスに戻り、物理学部門で兵器開発に携わった。1950年に熱核兵器プロジェクトに割り当てられ、1954年に行われたビキニ環礁でのキャッスル・ブラボー核実験ではプロジェクトエンジニアを務めた。1964年には兵器原子力工学部門の長となった。
1955年から1961年までは民主党員としてニューメキシコ州上院議員を務めた。ロスアラモス郡から選ばれた最初の州議会議員であった。上院議員は無給で、1日当たり5ドルの手当てを
受け取っていた。ニューメキシコ州議会は偶数年に30日間、奇数年に60日間しか開催されなかったため、ロスアラモスでの仕事を辞めることはせず、会期中は無給休暇を取った。彼は利幅の下限が定められていたニューメキシコ州の酒類法を改正しようとした。これは1957年に失敗したが、1963年に法は改正された。
1961年から1964年までNATOの欧州連合軍最高司令部 (SACEUR) の科学顧問を務めた。また長年にわたって軍の非常勤顧問を数多く務めてきた。1957年から1968年にかけて米国空軍科学諮問委員会のメンバーであり、1966年から1970年までは米国陸軍の戦闘開発司令部の科学諮問グループの議長を務めた。1966年から1970年までは防衛科学委員会、1966年から1974年までは陸軍科学諮問委員会、1978年から1984年までは陸軍科学委員会のメンバーだった。
1970年に7000人もの人が働いていたロスアラモス国立研究所の所長に就任した。ロスアラモスが大きな変化を迎えていた時期だった。前任者ノリス・ブラッドベリーは戦後に研究所を一から再建した人物で、彼が採用した所員の多くは退職に近づいていた。アグニューの指導の下では、地下核実験封じ込めプログラムの開発や、中間子物理研究施設の完成、Cray-1スーパーコンピュータ第一号の導入が行われたほか、国際原子力機関の第1級査察官の訓練が始められた。またトライデントIとトライデントIIの潜水艦発射弾道ミサイルに使用されているW76と、ミニットマンIII大陸間弾道ミサイルで使用されていたW78の開発をロスアラモス研究所の管轄下に置いた。彼は核兵器を安全に扱えるようにする低感度装備品による作業に誇りを持っていた。原子力委員会からの原子炉開発のための支援は枯渇したが、1970年代のエネルギー危機の間、研究所は他のタイプの代替燃料を調査した。

## 晩年
1979年にロスアラモスをやめ、ゼネラル・アトミックスの社長及び最高経営責任者に就任、1985年までその地位にいた。カリフォルニア大学学長のデヴィッド・S・サクソンにあてた辞表で、自身の決断の理由となったのは、「大学の運営方針への不満と、LASL [ロスアラモス科学研究所] プログラム総体への支持が欠如していること」および「エネルギー省による防衛プログラム資金が、私の見るところ、LASLとLLL [ローレンス・リバモア・ラボラトリー] との間で公平に分配されてこなかったことへの失望感」だと書いている。

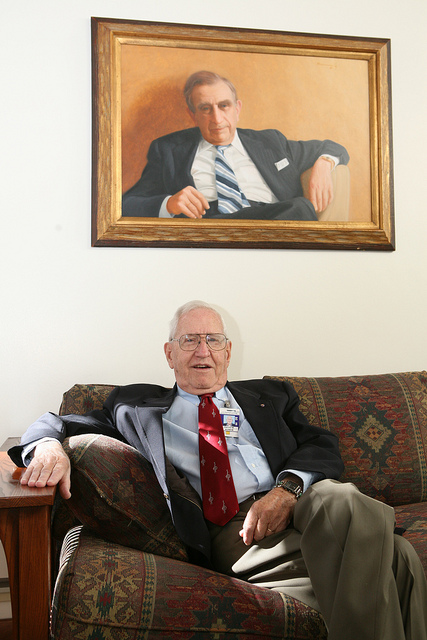
2006年、ロスアラモス研究所で

1974年から1978年に武器庁と軍縮局の総諮問委員会委員長を務め、1982年から1989年にかけてホワイトハウス科学評議員を務めた。1968年から1974年、および1978年から1987年にかけてNASA航空宇宙安全諮問委員会のメンバーでもあった。1988年にカリフォルニア大学サンディエゴ校の非常勤教授に就任した。1966年にアーネスト・ローレンス賞を受賞し、1978年にはエネルギー省のエンリコ・フェルミ賞を受賞した。ハンス・ベーテとともに、ロスアラモス国立研究所メダルを初めて受賞した。米国科学アカデミーと全米技術アカデミーのメンバーでもあった。
戦術核兵器の唱道者であったアグニューは、1970年に、ベトナムのタインホア橋を破壊するのに従来の兵器で何百もの出撃を要したものを核兵器を用いたならたった1回で済んだことを指摘した。1977年、『原子力科学者会報』(Bulletin of the Atomic Scientists) に書いた論文で、中性子爆弾の核融合反応には、従来の核分裂兵器に比べて「戦術的」な利点があり、特に「東側諸国が有する重機甲戦力」に対抗するのに有効だと主張した。アグニューはランドコーポレーションが達成した結論を引用し、融合爆撃によって生成された中性子は戦車の装甲に影響を与えずに内部に貫通し、「数十分から数時間の間に乗組員を殺したり完全に無効にする」と主張した。中性子爆弾は巻き添え被害を軽減するため、核分裂兵器よりはるかに選択的な方法で使用することができ、それゆえ「軍の防御側だけでなく近くの非戦闘員にとっての利点」も明確である。
アグニューはアメリカの新しい核兵器設計は核実験無しでは認定されず、そのような試験なしでは核兵器備蓄信頼性管理が困難になるかもしれないと主張した。1999年、アグニューはウォールストリートジャーナルに投書を送り、核開発機関のコンピュータコードが中国のスパイの手に渡ったという主張について、その重要性を疑問視するコメントを発した。「核能力を実証し爆弾や弾頭を運搬する手段を持っている国がある以上、弾頭の数にわずかに差があるとか、弾頭が赤、白、青ではない色で塗られているといったことは大した問題ではない」「国家資源防衛会議がこれまで公開してきた情報も、違法な手段で入手したコンピュータコードと同じぐらい、他の国々にとって有用であったのではないか」
2005年、広島を訪れた際には「こっち（原爆）の方が、簡単だったんだ、たった１個だからね、毎日毎日空爆するより」と回想し、被爆者の女性に対して謝罪等は無く真珠湾攻撃の事を言う冷徹な面を持ち合わせていた。
2005年のBBCのインタビューで「アメリカの核兵器の約4分の3はロスアラモスで私の指揮の下設計された。私の遺産です。」と語っている。
ビバリーは2011年10月11日に亡くなった。アグニューは慢性リンパ性白血病と診断されており、2013年9月29日、ソラナビーチにある自宅でフットボールの試合をテレビで見ている最中に亡くなった。娘のナンシーと息子のジョンが残された。彼は火葬され、ロスアラモスのグアヘ・パインズ墓地でビバリーと一緒に埋葬された。